# Котумба (Бакау)
Котумба (рум. Cotumba) насеље је у Румунији у округу Бакау у општини Агаш. Oпштина се налази на надморској висини од 640 m.

## Становништво
Према подацима из 2002. године у насељу је живело 1562 становника, од којих су сви румунске националности.